# Мейеровка
Мейеровка — населённый пункт (участок) в Заларинском районе Иркутской области России. Входит в состав Семеновского муниципального образования. Находится примерно в 21 км к юго-западу от районного центра.

## Население
| 2002 | 2010 | 2011 | 2012 |
| ---- | ---- | ---- | ---- |
| 214  | ↘193 | →193 | ↘191 |

Гендерный состав
По данным Всероссийской переписи, в 2010 году в населённом пункте проживали 193 человека (88 мужчин и 105 женщин).